# Esketemc
Esketemc (Alakli Lake), jedna od bandi Shuswap Indijanaca, uže skupine Stlemhulehamuk ili Fraser River Shuswapa, koji su živjeli na rijeci Fraser nasuprot ušća rijeke Chilcotin u Britanskoj Kolumbiji, Kanada. Danas žive na 19 rezervata: Alixton 5, Alkali Lake 1, Alkali Lake 4a, Cludolicum 9, Cludolicum 9a, Isadore Harry 12, Johny Sticks 2, Little Springs 8, Little Springs 18, Loon Lake 10, Old Clemens 16, Pete Suckers 13, Roper's Meadow 14, Sampson's Meadow 11, Sampson's Meadow 11a, Sandy Harry 4, Swan Lake 3, Windy Mouth 7 i Wycott's Flat 6.

## Vanjske poveznice
- Esketemc[neaktivna poveznica]
- Esketemc First Nation  Arhivirana inačica izvorne stranice od 1. lipnja 2008. (Wayback Machine)